# Penicillium psychrosexualis
Espèce
Penicillium psychrosexualis est un champignon filamenteux du genre Penicillium. Décrit pour la première fois en 2010, l'espèce a été isolée sur des pommes moisies aux Pays-Bas.